# Pierwomajskij (rejon faloński)
Pierwomajskij (ros. Первомайский) – osiedle w Rosji, w obwodzie kirowskim, w rejonie falońskim. W 2010 liczyło 80 mieszkańców.